# A. Michael Baldwin
A. Michael Baldwin (* 4. April 1963 in Los Angeles, Kalifornien) ist ein US-amerikanischer Schauspieler, der vor allem durch seine Mitwirkung an der Filmreihe Das Böse bekannt ist.

## Leben
Baldwin ist seit 1976 als Film- und Fernsehdarsteller aktiv. Bekannt wurde er mit seiner tragenden Rolle in Das Böse aus dem Jahr 1979. Im zweiten Teil wurde seine Rolle von James LeGros übernommen, er selbst ist in Rückblenden zu sehen. Mit dem dritten Teil kehrte Baldwin zur Filmreihe zurück. 
1997 lieferte er das Drehbuch zum Film Mit Köpfchen und Kurven (Vice Girls), an dem er auch in der Funktion eines associate producers beteiligt war und außerdem eine Rolle übernahm. Mit Sleep Achiever legte er auch ein eigenes Buch vor.
Neben seiner Schauspieltätigkeit ist er auch im Fernsehwerbebereich tätig.

## Filmografie (Auswahl)
- 1979: Das Böse (Phantasm)
- 1994: Das Böse III (Phantasm III: Lord of the Dead)
- 1997: Mit Köpfchen und Kurven (Vice Girls, auch Drehbuch)
- 1998: Phantasm IV (Phantasm IV: Oblivion)
- 2016: Phantasm V (Phantasm V: Ravager)